# Magdalene Danneskiold-Samsøe
Magdalene komtesse Danneskiold-Samsøe (25. juni 1876 – 30. juni 1954) var en dansk adelsdame, der var stiftsdame i Vallø Stift og priorinde for Gisselfeld adelige Jomfrukloster.
Hun var datter af ordenskansler, lensgreve Christian Danneskiold-Samsøe og hustru Henriette f. komtesse Krag-Juel-Vind-Frijs. Hun ejede Brødebæk ved Rønnede.